# Finska na Olimpijskim igrama 2016.
Finska je nastupila na Ljetnim olimpijskim igrama 2016. u Brazilu.

## Jedrenje
Četiri finska jedriličara se kvalificiralo za OI 2016. na svjetskom prvenstvu u jedrenju 2014.
- Laser (M)
- Finn (M)
- RS:X (Ž)
- Laser Radial (Ž)

## Plivanje
Plivači koji su ostvarili OQT
- 50m slobodno (M) - 1 mjesto (Ari-Pekka Liukkonen)[2]

## Streljaštvo
- Trap (Ž) - 1 mjesto (Satu Mäkelä-Nummela)[3]

## Boks
Jedino odličje za Finsku na Olimpijskim igrama 2016. godine u Rio de Janeiru osvojila je Mira Potkonen u kategoriji 51 – 60 kg. U četvrtfinalnoj borbi bila je bolja od Irkinje Katie Taylor, osvajačice zlatne medalje na Olimpijskim igrama u Londonu 2012., porazivši ju 2:1 osiguravši si brončano odličje. U polufinalnoj borbi izgubila je od Kineskinje Yin Junhua izgubivši 0:3 te ostala na trećoj poziciji i zadržala broncu.